# مقاطعة سليجو
مقاطعة سليجو هي إحدى مقاطعات إيرلندا الستة والعشرين.

## أعلام
- بريان هيغينز
- مارتن موفات
- جورج جابرييل ستوكس
- توماس شارب
- ميخائيل كوركوران

## روابط إضافية
- Collection of Sligo Landscape Photographs
- Sligo County Council
- Sligo Borough Council
- Map of Sligo
- Sligoheritage.com
- Sligo Rovers F.C.
- SligoZone
- History of Sligo, County and Town By William Gregory Wood-Martin